# Aryabhatiya

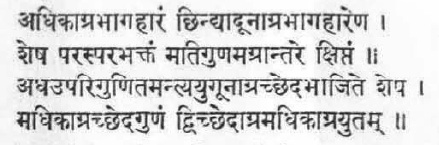
Referencia de Kuttaka en Aryabhatiya

Aryabhatiya (IAST: Āryabhaṭīya) o Aryabhatiyam (Āryabhaṭīyaṃ), un tratado astronómico sánscrito, es la obra maestra y el único trabajo conservado conocido del matemático indio del siglo V Aryabhata. Sobre la base de los parámetros utilizados en el texto, el filósofo de la astronomía Roger Billard estimó que el libro fue escrito alrededor del año 510. 

## Estructura y estilo
El texto, escrito en sánscrito, está dividido en cuatro secciones, cubriendo un total de 121 versículos que describen diferentes resultados usando un estilo mnemónico típico de tales trabajos en la India. 
1. Gitikapada (13 versos): grandes unidades de tiempo (kalpa, manvantra y yuga) que presentan una cosmología diferente de textos anteriores como Vedanga Jyotisha de Lagadha (ca. del siglo I a. C.). También incluye una tabla de [senos] (jya), dada en un solo verso. La duración de las revoluciones planetarias durante un mahayuga se establece en 4,32 millones de años. 
2. Ganitapada (33 versos): abarca la medida (kṣetra vyāvahāra); progresiones aritméticas y geométricas; gnomon/sombras (shanku-chhAyA); y ecuaciones simples, cuadráticas, simultáneas e indeterminadas (Kuṭṭaka). 
3. Kalakriyapada (25 versos): diferentes unidades de tiempo y un método para determinar las posiciones de los planetas para un día determinado, cálculos relativos al mes intercalar (adhikamAsa), kShaya-tithis y una semana de siete días con nombres para los días de la semana. 
4. Golapada (50 versos): aspectos geométricos / trigonométricos de la esfera celeste, características de la eclíptica, ecuador celeste, nodo, forma de la Tierra, causa del día y de la noche, ascenso de los signos zodiacales en el horizonte, etc. Además, algunas versiones citan varios colofones agregados al final, exaltando las virtudes del trabajo, etc. 
Es muy probable que el estudio de Aryabhatiya fuera acompañado de las enseñanzas de un tutor bien versado. Si bien algunos de los versículos tienen un flujo lógico, otros no, y su estructura poco intuitiva puede dificultar el seguimiento de un lector ocasional. 
Los trabajos matemáticos indios a menudo usan números de palabras antes de Aryabhata, pero el Aryabhatiya es el trabajo indio existente más antiguo con números de Devanagari. Es decir, usó letras del alfabeto Devanagari para formar palabras numéricas, con consonantes que daban dígitos y vocales que indicaban el valor posicional. Esta innovación permite cálculos aritméticos avanzados que habrían sido considerablemente más difíciles sin ella. Al mismo tiempo, este sistema de numeración permite una licencia poética incluso en la elección de números del autor. Véase Numeración Aryabhata, los números sánscritos.

## Contenido
El Aryabhatiya contiene 4 secciones, o Adhyāyās. La primera sección se llama Gītīkāpāḍaṃ, y contiene 13 slokas. Aryabhatiya comienza con una introducción llamada "Dasageethika" o "Diez estrofas", que se inician rindiendo homenaje a Brahman (no Brāhman), el "espíritu cósmico" en el hinduismo. A continuación, Aryabhata presenta el sistema de numeración utilizado en el trabajo. Incluye una lista de constantes astronómicas y la tabla de senos. Luego incluye una visión general de sus hallazgos astronómicos. 
La mayor parte de las matemáticas está contenida en la siguiente sección, "Ganitapada" o "Matemáticas". 
Después de Ganitapada, la siguiente sección es "Kalakriya" o "El ajuste de cuentas del tiempo". En ella, Aryabhata divide días, meses y años según el movimiento de los cuerpos celestes. Divide la historia astrológicamente; y es a partir de esta exposición como se ha calculado la fecha del año 499 para la compilación de Aryabhatiya. El libro también contiene reglas para calcular las longitudes de los planetas usando excéntricas y epiciclos. 
En la sección final, el "Gola" o "La Esfera", Aryabhata entra en gran detalle describiendo la relación celestial entre la Tierra y el cosmos. Esta sección se destaca por describir la rotación de la Tierra sobre su eje. Además, utiliza la esfera armilar y detalla las reglas relacionadas con problemas de trigonometría y el cálculo de eclipses. 

## Significado
El tratado utiliza un modelo geocéntrico del sistema solar, en el que el Sol y la Luna son transportados por epiciclos que a su vez giran alrededor de la Tierra. En este modelo, que también se encuentra en el Paitāmahasiddhānta (ca. 425), los movimientos de los planetas están gobernados por dos epiciclos, un epiciclo manda (lento) más pequeño y un epiciclo śīghra (rápido) más grande.
Algunos comentaristas, especialmente B. L. van der Waerden, han sugerido que ciertos aspectos del modelo geocéntrico de Aryabhata sugieren la influencia de un modelo heliocéntrico subyacente. Esta opinión ha sido contradicha por otros y, en particular, fuertemente criticada por Noel Swerdlow, quien la calificó como una contradicción directa del texto.
Sin embargo, a pesar del enfoque geocéntrico del trabajo, el Aryabhatiya presenta muchas ideas que son fundamentales para la astronomía y las matemáticas modernas. Aryabhata afirmó que la Luna, los planetas y los asterismos brillan por la luz solar reflejada, explicó correctamente las causas de los eclipses del Sol y de la Luna, y calculó los valores de π y la duración del año sideral, que se acercan mucho a los valores modernos aceptados. 
Su valor para la duración del año sideral en 365 días 6 horas 12 minutos 30 segundos es de tan solo  3 minutos y 20 segundos más que el valor científico moderno aceptado, de 365 días 6 horas 9 minutos 10 segundos. Una aproximación cercana a π se da como: "Suma cuatro a cien, multiplica por ocho y luego suma sesenta y dos mil. El resultado es aproximadamente la circunferencia de un círculo de diámetro veinte mil. Por esta regla, la relación de la circunferencia con diámetro es dada". En otras palabras, π ≈ 62832/20000 = 3.1416, correcto con cuatro decimales redondeados. 
En este libro, se calculó el día de un amanecer a otro, mientras que en su "Āryabhata-siddhānta" tomó el día de una medianoche a otra. También hubo diferencia en algunos parámetros astronómicos. 

## Influencia
Los matemáticos indios más notables posteriores a la compilación del Aryabhata escribieron comentarios al respecto. Al menos doce comentarios notables fueron escritos para el Aryabhatiya que van desde la vida de Aryabhata (c. 525) hasta el año 1900 ("Aryabhata I" 150-2). Los comentaristas incluyen a Bhāskara I y Brahmagupta, entre otros notables matemáticos. 
La estimación del diámetro de la Tierra en el Tarkīb al‐aflāk de Yaqūb ibn Tāriq, de 2100 farsakhs, parece derivarse de la estimación del diámetro de la Tierra en el Aryabhatiya de 1050 yojanas.
El trabajo fue traducido al árabe alrededor de 820 por Al-Khwarizmi, cuya obra Sobre el cálculo con números hindúes influyó a su vez en la adopción de los números hindúes-árabes en Europa a partir del siglo XII. 
Los métodos de cálculo astronómico de Aryabhata han estado en uso continuo para propósitos prácticos de ajustar el Panchangam (calendario hindú). 